# Добротворская, Карина Анатольевна
Карина Добротворская-Малган (род. 25 сентября 1966, Ленинград) — писательница, медиаменеджер, журналист и редактор, театровед, кинокритик.

## Биография
Окончила театроведческий факультет Ленинградского государственного института, музыки и кинематографии (1987), ученица Н. А. Рабинянц и Т. А. Марченко. Затем училась там же в аспирантуре при кафедре зарубежного искусства и одновременно преподавала историю западноевропейского театра. В 1992 году защитила диссертацию на соискание учёной степени кандидата искусствоведения, посвящённую театральной культуре европейского модерна и творчеству Айседоры Дункан. С 1991 года была замужем за кинокритиком и сценаристом Сергеем Добротворским (с которым развелась за несколько месяцев до его смерти в августе 1997 года), публиковалась (в том числе в соавторстве с ним) как кинокритик и театральный критик в журналах «Сеанс», «Искусство кино», газете «Коммерсантъ» и других периодических изданиях.
В 1997 году переехала в Москву, вышла замуж за журналиста Алексея Тарханова («Коммерсантъ»), работала в газете «Русский телеграф». С 1998 года работала в издательском доме Condé Nast Россия, сначала — редактором отдела культуры русской версии журнала «Vogue», потом — заместителем главного редактора. С 2002 года — главный редактор русской версии журнала Architectural Digest, под её руководством запущенной на российский рынок. В феврале 2008 года назначена вице-президентом, а в декабре — президентом и редакционным директором «Condé Nast Россия». В годы её руководства компанией на российский рынок вышли журналы Tatler, Condé Nast Traveller и Allure.
В январе 2013 года назначена президентом и редакционным директором нового отдела Brand Development в Condé Nast International. В связи с новой должностью была переведена в Париж. В 2015 году переехала в Лондон, где возглавила отдел Новых рынков CNI.
1 июля 2021 года Добротворская сообщила, что завершила работу в компании Condé Nast International. В настоящее время занимается медиа-консалтингом.
Двое детей: Иван (р. 1997) и Софья (р. 2002). В июле 2023 года вышла замуж за сэра Джеффа Малгана — профессора Университетского колледжа Лондона, писателя и бывшего исполнительного директора британского фонда инноваций Nesta (ранее был советником премьер-министра Великобритании Гордона Брауна и директором по стратегии у премьер-министра Тони Блэра). Живет в Лондоне.

## Творчество
Автор книг «Блокадные девочки» (2013, «Новое Издательство») и «Кто-нибудь видел мою девчонку? 100 писем к Серёже» (2014, «АСТ», редакция Елены Шубиной), а также, в соавторстве с Юлией Яковлевой, «Мужчина апреля» (2021, «Эксмо»).
В 2019 году стартовали съемки фильма Ангелины Никоновой «Кто-нибудь видел мою девчонку?» по книге Карины Добротворской. В главных ролях снялись Анна Чиповская, Александр Горчилин, Виктория Исакова, а художником-постановщиком выступил Савва Савельев. Премьера состоялась на фестивале "Кинотавр", а в феврале 2021 года кинокартина вышла в российский прокат. 